# 寿司桶
寿司桶（すしおけ）は、寿司を盛り付けるのに用いられる、桶。寿司の出前の時などに使用される。また、寿司屋や家庭で酢飯を調理する際に用いる桶も寿司桶と言い、飯台（はんだい）または飯切（半切、はんぎり）とも書く。また、調理のほかちらし寿司などを盛り付けて供することもある。

## 提供する料理に使う寿司桶

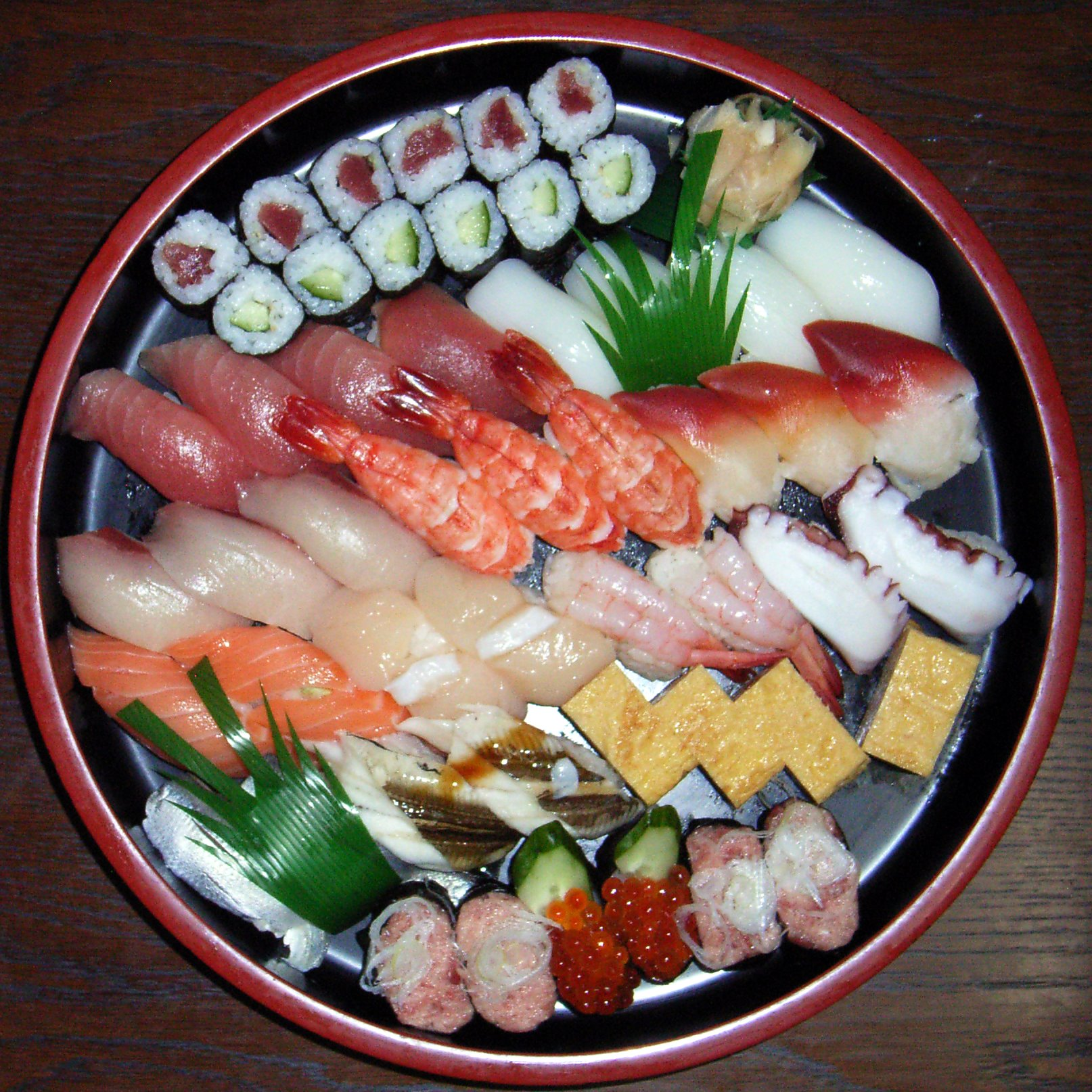
寿司桶に盛り付けられた握りずし
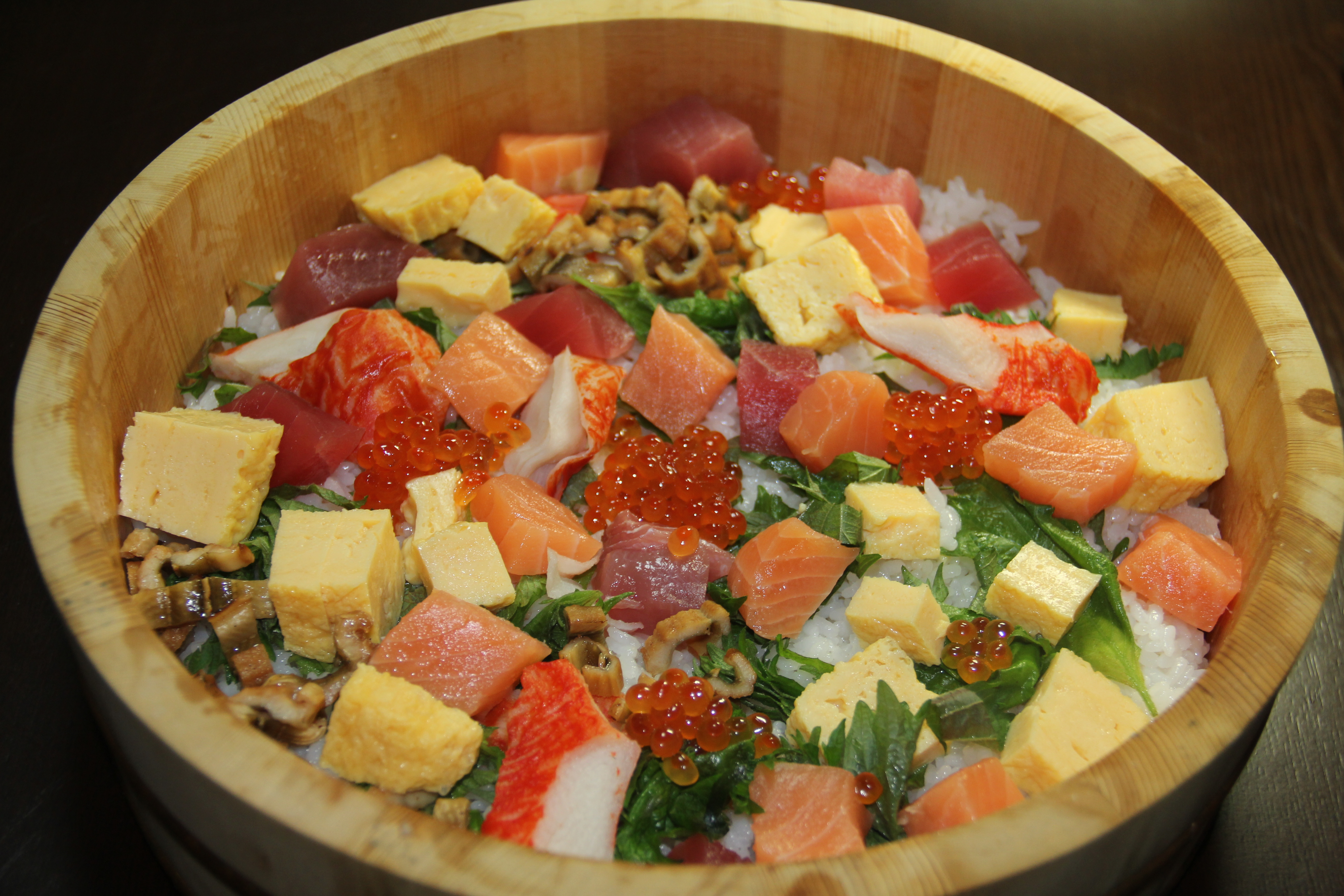
出前などに用いられる寿司桶は、以前は漆器だったが、最近は軽くて安価な樹脂製のものが多い。
- 平べったくて、高さの低いものが使われる。円筒形のため寿司を入れたまま積み上げることが可能な上軽く、陶磁器の皿に比べ、効率的な輸送が可能となっている。
- 通常、食後の寿司桶は玄関などに置いておくと、出前元の店が回収に来る。

## 酢飯を作り、入れ置くための寿司桶

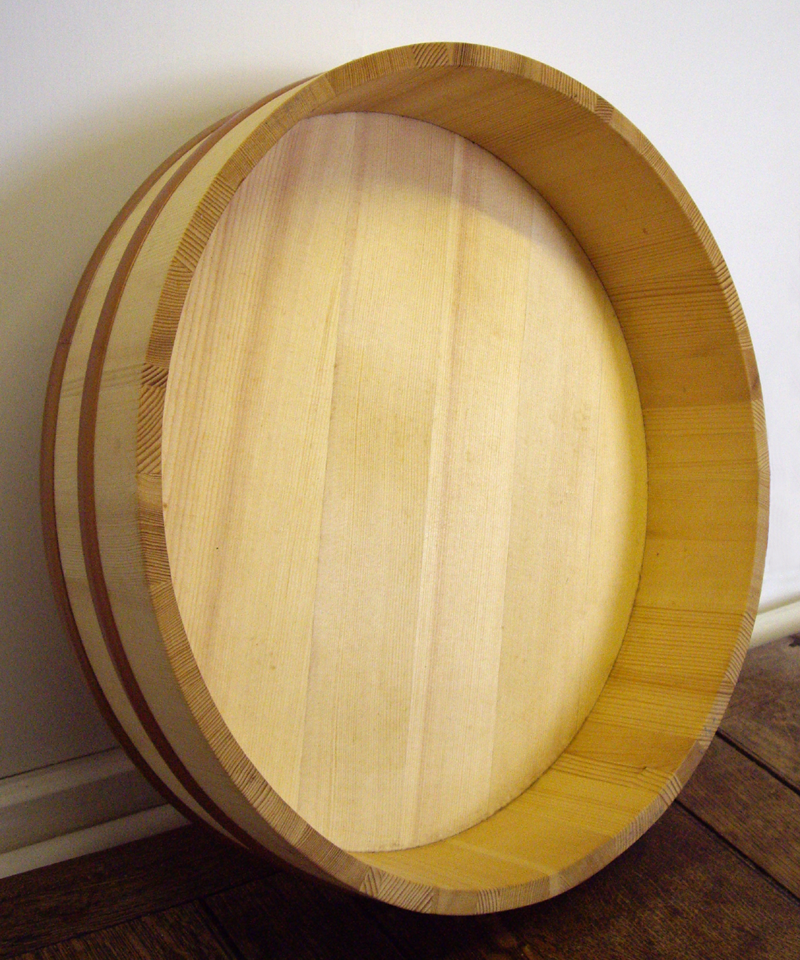
飯切

- 飯櫃、普通木製で周りを箍（たが）と呼ばれる金属の幅細い板が2本、横方向に押さえている。
- 最近では樹脂製のものもあるが、本来の目的は木が酢飯の水分を吸ったり放出したりコントロールする為に使用されるため、本来の味にこだわる職人はほとんどの場合は使用しない。
- 木が水を吸っているので、しっかり乾燥させないとカビが生える可能性がある。
- 洗浄時に洗剤を使用する場合は、水に十分につけておいてから洗わないと、木が洗剤を吸い込んでしまう。
- 作り上げた酢飯を入れ置くためには、桶と同じ作りの木のふた・布巾を使用する。